# 吕邈
呂邈（?—?），略陽郡（治今甘肅天水市）氐族人，後涼宗室。後涼懿武帝呂光的侄子，呂宝之子，吕隆、吕超的兄弟。
401年，吕隆、吕超兄弟杀死后凉王吕纂。吕邈得到驻守北城的吕纂的弟弟呂緯的宠信，劝说吕纬道：“纂贼杀兄弟，隆、超顺人心而讨之，正欲尊立明公耳。方今明公先帝之长子，当主社稷，人无异望，夫复何疑！”吕纬跟吕隆、吕超缔结了盟约，一个人骑马进了都城，吕超于是把他抓住杀了。吕隆继承天王之位。后秦陇西公姚硕德从金城附近渡黄河，逼近广武，到达姑臧，后凉王吕隆派辅国大将军吕超、龙骧将军吕邈等和后秦军迎战，姚硕德击败他们，活捉了吕邈。